# Rising City
Rising City est un village du comté de Butler, dans l'État du Nebraska, aux États-Unis. En 2020, il comptait une population de 356 habitants.